# アルプス公園 (松本市)
アルプス公園（アルプスこうえん）は、長野県松本市蟻ケ崎にある都市公園（総合公園）である。園内には山と自然博物館（旧アルプス山岳館）や小さな動物園(小鳥と小動物の森)、アルプスドリームコースターなどがある。国営アルプスあづみの公園との区別のため、通常は「松本アルプス公園」などと呼ばれる。
平成19年度に公園が北側に拡張整備され、総面積は約71haと従来より拡大され、新たに東入口駐車場（466台）が整備された。サービスセンターや古民家体験学習施・自然そのままの遊歩道などもこの拡張部にある。

## 施設
遊具としては大きな滑り台や屋外のトランポリン、アスレチックなどがある。

### アルプスドリームコースター
ボブスレータイプの滑走系有料施設。営業期間は3月から12月。滑降コース630m、登反コース365mの総延長995m。
このタイプの施設では珍しく、スタート地点までソリに乗車したまま戻ってこられるのが特徴である。繁忙期にはかなりの待ち時間を要することも。大人から子供まで楽しめる施設である。携帯電話のバーコードリーダー機能を使用した珍しい販売方法で乗車記念写真の販売も行っており、滑走中に撮影された写真が購入できる。

### 山と自然博物館
登山道具や動物の剥製、植物の標本などを展示する博物館。松本市では1939年（昭和14年）、松本記念館（現・松本市立博物館）に山岳室が設置され、1975年（昭和50年）にはアルプス山岳館が開館した。その後、アルプス公園の整備に合わせてアルプス山岳館が建て替えられ、2007年5月3日に「山と自然博物館」として開館した。館内には国土交通省北陸地方整備局松本砂防事務所の無線中継所などを併設した。5階は展望台（高さ35.5m、展望18.9m、入場無料）になっている。
松本市立博物館の分館。

### 小鳥と小動物の森
小鳥と小動物の森は市制施行70年を記念して作られた小さな動物園で、園内にはサル、キツネ、タヌキなどがいる。小鳥も多くおり、インコなどの小鳥の音色を楽しむことができる。

## アクセス
公共交通機関
松本バスターミナルからアルピコ交通（通称・松本電鉄バス）（ぐるっとまつもと）「アルプス公園行」で約20分。終点下車。バスの本数は1日2本（松本バスターミナル発10時・14時）と少ない。
また同じくアルピコ交通による運行の信大病院行き「深志高校裏」バス停もしくは、山城口行き「北蟻ヶ崎」バス停下車し徒歩約30分。これら2路線の本数はアルプス公園行きよりも多い。
「北蟻ヶ崎」バス停にはアルプス公園経由したあとの松本駅行きバスも停車するが往路のみのため、復路で当バス停から利用できるバス路線は「松本バスターミナル - 山城口系統」のみとなる。
鉄道
JR東日本 大糸線 北松本駅
JR東日本 篠ノ井線・アルピコ交通 上高地線 松本駅
自家用自動車
長野自動車道・松本インターチェンジから車で25分。